# La Fortesa (Piera)
La Fortesa és una entitat de població del municipi de Piera, situada a l'extrem sud, just on acaba la comarca de l'Anoia i comença l'Alt Penedès. Aquesta ubicació fa que la zona presenti unes característiques més semblants a les penedesenques. De fet, la vinya és un dels conreus que podem trobar al voltant de poble. A part, també és molt habitual la producció de fruita dolça, sobretot, el préssec. Aquesta producció gaudeix d'un merescut mèrit a la seva qualitat a través de la Denominació d'Origen Fordal.
La població de La Fortesa és d'aproximadament unes 70 persones, i la majoria es dedica a l'agricultura. Tot i que cal dir que cada cop són menys les persones que hi exerceixen i que en els darrers anys l'envelliment de la població ha fet que moltes cases es tanquessin.
El poble compta amb una església construïda pels mateixos veïns, projectada el 1962 per l'arquitecte Jordi Bonet i Armengol, i una ermita anomenada Santa Creu de Creixà, allunyada del nucli i que també fa de cementiri per als habitants de la Fortesa i dels de Can Canals de Masbover. Cal dir que aquesta ermita s'esmenta ja en l'any 1018 amb el nom de Santa Creu de Palau. També passa ben a prop del nucli urbà el riu Anoia, que té com a afluent el torrent del Papa pel qual gairebé hi baixa aigua tot l'any i transcorre a través gairebé de tot el municipi de Piera pel seu vessant nord-est.